# Ricardo Baquero Valdelomar
Ricardo Baquero Valdelomar (Granada, 21 d'octubre de 1939) és un metge i polític valencià d'origen andalús, diputat a les Corts Valencianes durant la II Legislatura.

## Biografia
Orfe des dels 11 anys, estudià als Escolapis i es llicencià en medicina a la Universitat de Granada. Poc després es trasllada a València, on treballa al servei de cirurgia general de l'Hospital del Dr. Moliner a Porta Coeli, aleshores destinat als tuberculosos. Aconsegueix per oposició la plaça de cap Clínic de Cirurgia General Digestiva a l'Hospital La Fe de València, i poc després esdevé membre del comitè d'empresa de la Ciutat Sanitària La Fe.
Militant del Centro Democrático y Social des de 1982, és elegit diputat a les eleccions a les Corts Valencianes de 1987. Fou membre de la Comissió de Sanitat i Consum de les Corts Valencianes. No es va presentar a les eleccions de 1991 i de 2002 a 2008 fou cap de la Unitat de Cirurgia General i Urgències de La Fe.